# 1866
Évszázadok: 18. század – 19. század – 20. század
Évtizedek: 1810-es évek – 1820-as évek – 1830-as évek – 1840-es évek – 1850-es évek – 1860-as évek – 1870-es évek – 1880-as évek – 1890-es évek – 1900-as évek – 1910-es évek
Évek: 1861 – 1862 – 1863 – 1864 –  1865 – 1866 – 1867 – 1868 – 1869 – 1870 – 1871

## Események

### Határozott dátumú események
- február 23. – A szörnyűséges koalíció lemondatja Alexandru Ioan Cuza román fejedelmet.[1]
- június 24. – A második custozzai csata. (Az Albert főherceg vezette 80 000 fős osztrák haderő legyőzte a II. Viktor Emánuel vezérelte 120 000 fős szervezetlen, demoralizált és rosszul irányított olasz hadsereget.)[2]
- július 3. – A porosz hadsereg vereséget mér az osztrák császári-királyi csapatokra a königgrätzi csatában.[3]
- július 27. – Több sikertelen kísérlet után átviszik az első üzenetet a Trans Atlantic-kábelen. (Az angol SS Great Eastern hajó fektette le a 3700 kilométer hosszú kábelt.)
- augusztus 9. – Megnyílik a Fővárosi Állat- és Növénykert.
- augusztus 23. – Aláírták a prágai békeszerződést, mely a porosz–osztrák–olasz háborút zárta le.[4]
- november 4. – Az Olasz Királyság annektálja Velencét és Veneto tartományt.

## Születések
- január 6. – Tangl Ferenc, fiziológus, humán és állatorvos († 1917)
- január 25. – Kováts István, szlovénül alkotó történész, író († 1945)
- január 29. – Romain Rolland Nobel-díjas francia író († 1944)
- február 21. – August von Wassermann német bakteriológus, a szifiliszteszt kidolgozója († 1925)
- február 22. – Kallós Ede magyar szobrászművész († 1950)
- március 19. – Emilio de Bono olasz katonatiszt, a fasiszta mozgalom egyik alapító tagja († 1944)
- április 27. – Szamossy László festőművész († 1909)
- május 3. – Malonyai Dezső író, művészettörténész († 1916)
- május 17. – Erik Satie francia zeneszerző és zongoraművész († 1925)
- május 31. - Paikert Alajos, ifj., mezőgazdász, agrárpolitikus, múzeumigazgató († 1948)
- július 3. – Putnoky Móric magyar földbirtokos, főispán, titkos tanácsos, országgyűlési képviselő († 1946)
- július 17. – Csárics József horvát plébános, a Szlovenszka krajina-tervezet egyik kidolgozója († 1935)
- szeptember 10. – Jeppe Aakjaer dán költő, író († 1930)
- szeptember 21. – Herbert George Wells angol író († 1946)
- október 3. – Bárczy István Budapest polgármestere, majd egy rövid ideig főpolgármestere († 1943)
- október 24. – Kornis Elemér magyar újságíró, lapszerkesztő († 1927)
- november 12. – Szun Jat-szen (孫逸仙), kínai forradalmi politikai vezető, a Kuomintang alapítója, 1912-től a Kínai Köztársaság első elnöke († 1925)
- november 20. – Ndre Mjeda albán jezsuita szerzetes, költő, pedagógus († 1937)
- november 29. – Drávecz Alajos néprajzi író († 1915)
- december 1. – Széchényi Dénes diplomata († 1934)
- december 17. – Ferenczy József festőművész († 1925)
- december 21. – Tömörkény István író († 1917)

## Halálozások
- január 28. – Dessewffy Emil, a Magyar Tudományos Akadémia tiszteleti tagja és elnöke (* 1814)
- február 17. – Kiss Károly katonatiszt, hadtörténész, költő, író, az MTA tagja, az 1848-as nemzetőrség egyik szervezője (* 1793)
- május 14. – Weber Henrik festőművész (* 1818)
- június 17. – Gál Sándor honvéd tábornok (* 1817)
- július 30. – Egressy Gábor színész (* 1808)
- augusztus 3. – Klauzál Gábor, a Batthyány-kormány minisztere (* 1804)
- augusztus 17. – Zádor György magyar irodalmár, MTA-tag; Deák Ferenc barátja. (* 1799)
- szeptember 9. – Czuczor Gergely költő, nyelvész, bencés tanár, az MTA tagja (* 1800)
- szeptember 19. – Christian Hermann Weisse(wd) német evangélikus teológus (* 1801)
- október 19. – Scitovszky János esztergomi érsek (* 1785)